# Kopp

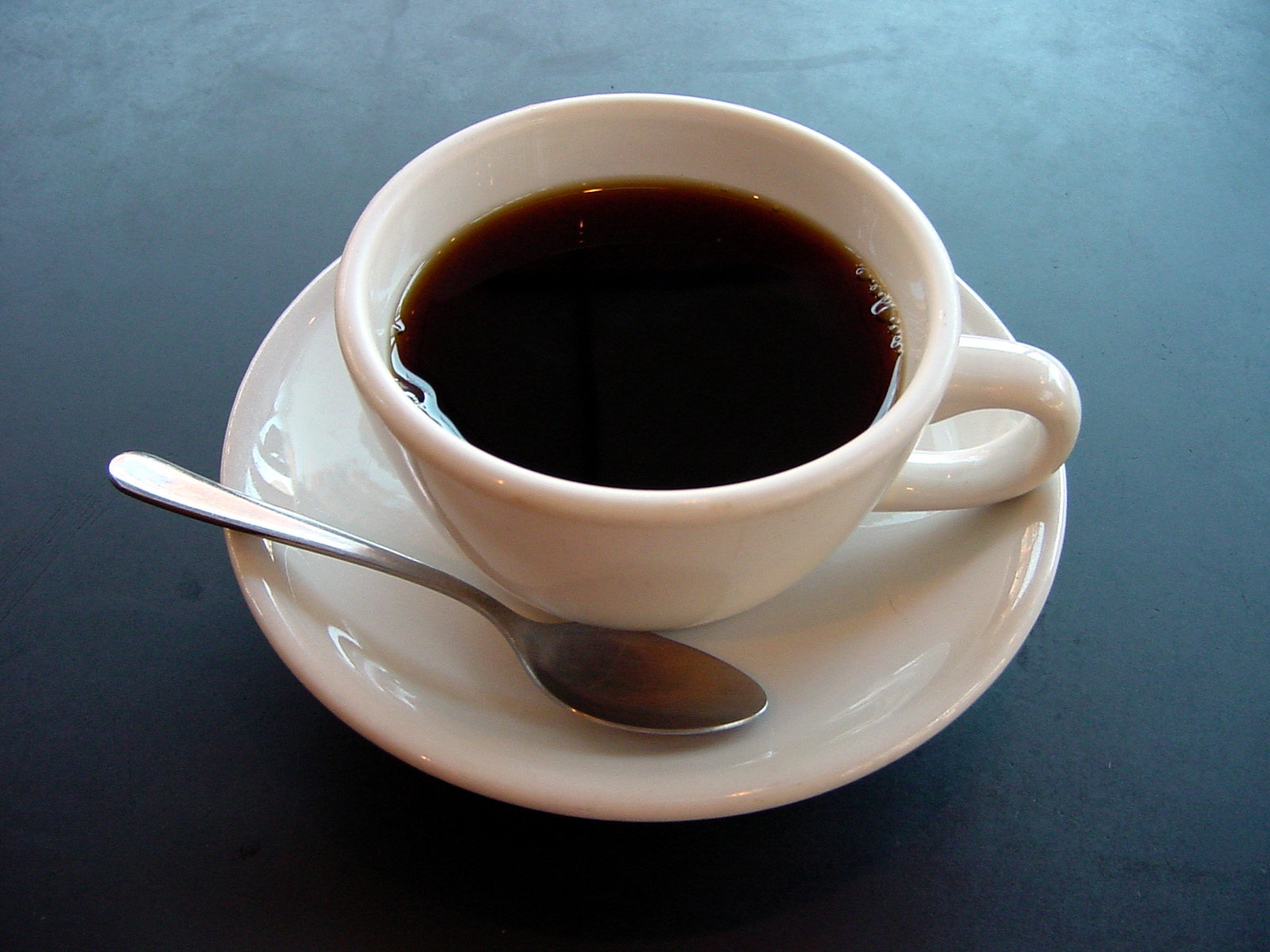
Kaffekopp.

Sminkkopp, tillverkad 1730-tal - Hallwylska museet.

En kopp (av latinets cuppa) är en liten skål eller bägare, ofta syftande på ett dryckeskärl för varma drycker och är oftast gjord i porslin men även glas, plast och andra material förekommer. En kopp har som regel ett handtag kallat öra som man håller koppen i för att inte bränna sig. Ordet är detsamma som engelskans cup.
Vanliga exempel på koppar är te-, choklad-, punsch- och kaffekopp.
En mustaschkopp, populärast mellan ca 1830 och 1930, har en liten hylla på insidan av koppens kant, som fångar upp mustaschen hos mustaschprydda personer, så att den inte blöts av drycken. I detta speciella fall är det meningsfullt att tala om koppar för vänsterhänta och högerhänta.
Kopp används även om andra typer av kärl, exempelvis smörjkopp, spottkopp, rakkopp, tvålkopp, äggkopp, askkopp, sminkkopp med mera.

## Andra betydelser
Kopp ("cup") kan även vara ett kokboksmått främst använt i engelsktalande länder, som varierar mellan ca. 2,366 och 2,4 dl. Kopp (kaffekopp, eller kkp) i svenska recept motsvarar 1,5 dl.
I bangolf (minigolf) kallas hålet i slutet av banan för kopp. Även i golf kan det kallas så.
Kopp är även ett efternamn med tyskt ursprung.